# 주말레이시아 조선민주주의인민공화국 대사관
주말레이시아 조선민주주의인민공화국 대사관(문화어: 말레이시아 주재 조선 대사관, 말레이어: Kedutaan Republik Demokratik Rakyat Korea di Malaysia)은 조선민주주의인민공화국 정부가 말레이시아 쿠알라룸푸르에 설치했던 대사관이다. 1974년에 개관했으나 2021년 3월 21일에 조선민주주의인민공화국과 말레이시아 간의 외교 관계가 단절됨에 따라 폐쇄되었다.

## 역사

### 수교 및 대사관 개설
조선민주주의인민공화국은 1973년 6월 30일에 말레이시아와의 외교 관계를 수립했으며 1974년에 주말레이시아 대사관을 개설했다. 1975년에 조선민주주의인민공화국이 태국과 수교하면서 태국 관련 업무도 한동안 주말레이시아 대사관에서 겸임했으나 1991년에 주태국 조선민주주의인민공화국 대사관이 개설되면서 폐지되었다.

### 김정남 암살 사건
조선민주주의인민공화국은 개발도상국들과의 연대를 강화하기 위하여 말레이시아와의 우호적인 관계를 유지했다. 그러나 2017년 2월 13일에 조선민주주의인민공화국의 최고지도자인 김정은의 이복형인 김정남이 말레이시아 쿠알라룸푸르 국제공항에서 조선민주주의인민공화국 국적자들의 공작으로 인하여 신경독인 VX로 암살당하는 사건이 발생하면서 말레이시아와 조선민주주의인민공화국 간의 외교 관계가 악화되었다. 2017년 3월 4일에는 말레이시아 정부가 강철 말레이시아 주재 조선민주주의인민공화국 대사를 기피 인물로 지정하고 추방하라는 명령을 내렸다. 이에 조선민주주의인민공화국 정부는 2017년 3월 5일에 모하맛 니잔 조선민주주의인민공화국 주재 말레이시아 대사를 추방시키는 한편 대사관 직원들과 가족들을 인질로 잡고 출국을 금지하면서 맞대응했다. 또한 2017년 9월 28일에는 말레이시아 정부가 조선민주주의인민공화국의 연이은 미사일 발사와 관련된 한반도의 정세 불안을 이유로 자국민들의 조선민주주의인민공화국 방문을 금지하는 명령을 내렸다. 이처럼 말레이시아와 조선민주주의인민공화국 모두 후임 대사의 파견을 거부하면서 양국 간의 외교 공관은 사실상 폐쇄되었다.
조선민주주의인민공화국은 싱가포르에서 열린 2018년 북미정상회담을 계기로 말레이시아와의 외교 관계 정상화를 추진했다. 하지만 2020년에 아시아에서 일어난 코로나19 범유행의 여파로 인하여 이러한 계획은 흐지부지되었다. 설상가상으로 말레이시아 당국은 2019년 5월 14일에 미국 정부의 요청을 받고 싱가포르 등에서 활동하던 조선민주주의인민공화국 출신의 사업가인 문철명을 불법 자금 세탁, 사치품 수출을 통해 유엔과 미국의 대북한 제재를 위반한 혐의로 체포했다. 2019년 12월 13일에는 말레이시아 고등법원이 문철명을 미국으로 송환하는 결정을 승인했으며 2021년 3월 17일에는 말레이시아 연방법원이 이러한 결정을 최종 확정했다.

### 폐쇄, 그리고 철수
조선민주주의인민공화국 외무성은 2021년 3월 19일에 조선중앙통신이 공개한 공식 성명을 통해 말레이시아 정부가 미국의 대조선(북한) 적대 정책에 동조하여 무고한 조선민주주의인민공화국 공민을 범죄자로 매도하고 강압적으로 미국에 인도하는 용납할 수 없는 범죄 행위를 자행했다며 말레이시아와의 외교 관계 단절을 선언했다. 말레이시아 외무부는 공식 성명을 통해 조선민주주의인민공화국 정부의 결정에 대해 깊은 유감을 표시한다고 밝히면서 주말레이시아 조선민주주의인민공화국 대사관 측에 48시간 이내에 철수하라는 명령을 내렸다. 또한 평양에 있던 주조선민주주의인민공화국 말레이시아 대사관도 48시간 이내에 철수한다는 명령을 내렸다. 2021년 3월 21일에는 주말레이시아 조선민주주의인민공화국 대사관에서 근무했던 외교관들이 철수했다.

## 같이 보기
- 말레이시아-조선민주주의인민공화국 관계
- 주조 말레이시아 대사관
- 주말레이시아 대한민국 대사관